# Omega Massif
Omega Massif est un groupe de post-metal allemand, originaire de Wurtzbourg, en Bavière. Le groupe est formé en 2005, puis séparé en 2014.

## Biographie

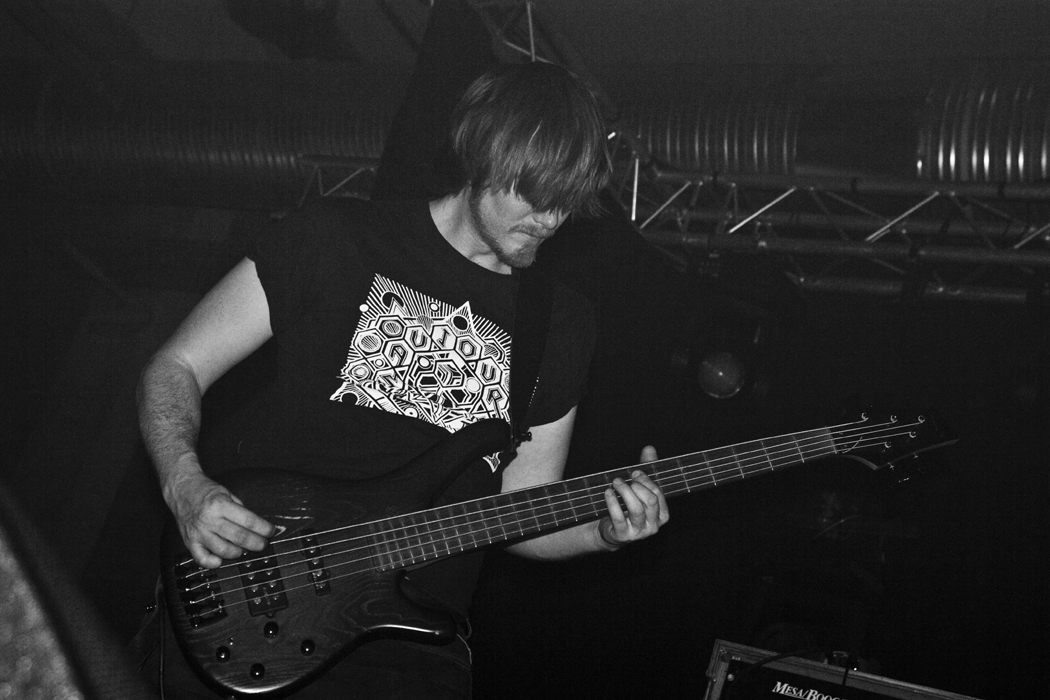
Boris Bilic sur scène en 2012.

Le groupe est formé en 2005 par les guitaristes Andreas Schmittfull et Michael Melchers. Boris Bilic et Christof Rath complètent le groupe un peu plus tard comme batteur et bassiste. Il auto-produit une démo, intitulée Kalt. L'année suivante, en 2006, l'album Geisterstadt, sort chez Radar Swarm Records. Ensuite le groupe sort deux splits avec Band Mount Logan, groupe lui aussi originaire de Wurtzbourg, et Tephra, de Brunswick.
Omega Massif fait la première partie de Long Distance Calling, Wolves in the Throne Room et Baroness. En 2009 et 2010, il participe aux festivals Doom Shall Rise à Göppingen, Roadburn Festival à Tilbourg et le Hellfest. Le second album Karpatia sort en 2011 après douze mois de travail en studio chez Denovali Records qui ressort les enregistrements précédents. En juin 2014, le groupe annonce sa séparation officielle via sa page Facebook. En novembre 2014, le groupe publie une reprise de Don't Bring Me Flowers de Godflesh, qui figure sur la compilation Fathers of Our Flesh sortie via Fobofile Productions, avant d'arrêter définitivement ses activités.

## Style musical
Omega Massif joue du sludge influencé par le doom metal et le post-hardcore. Il est comparé à Pelican, Isis ou Year of No Light. Le groupe se définit lui-même comme « heavyweight mountain doom », Melchers reconnaît que son jeu est influencé par Black Sabbath. 
Les compositions, à l'exception de quelques chœurs, ne contiennent pas de chant. Le groupe développe de longs morceaux en répétition d'après un conception de Michael Melchers. Ils s'inspirent de la nature, notamment des montagnes. Schmittfull s'explique : « Une fois que vous êtes là-haut, vous êtes dans un autre monde. La musique décrit cet état. »

## Membres
- Boris Bilic - basse (2005-2014)[2]
- Christof Rath - batterie (2005-2014)[2]
- Michael Melchers - guitare (2005-2014)[2]
- Andreas Schmittfull - guitare (2005-2014)[2]

## Discographie
- 2006 : Kalt (démo)
- 2007 : Geisterstadt (Radar Swarm Records)
- 2009 : Omega Massif / Mount Logan (split, Vendetta Records)
- 2010 : Imperial Anthems, Vol. 5 (split-single avec Tephra, Cyclone Empire Records)
- 2010 : Geisterstadt / Kalt (Denovali Records)
- 2011 : Karpatia (Denovali Records)
- 2011 : Karpatia (single, Denovali Records)